# 村瀬吉彦
村瀬 吉彦（むらせ よしひこ、1952年12月8日 - ）は日本の財務・内閣府官僚。血液型はA型。

## 来歴
愛知県名古屋市出身。愛知県立旭丘高等学校、東京大学法学部第2類（公法コース）卒業。1975年4月 大蔵省入省（大臣官房文書課）。1977年9月 大臣官房調査企画課。1978年7月 主計局総務課調査主任。1979年7月 主計局総務課企画係長。1980年7月 高田税務署長。1984年6月 和歌山県総務部財政課長。1988年7月 主計局主計官補佐（厚生第一、二係主査）。1995年7月 主計官主計官（建設、公共事業、公共事業総括担当）。2000年6月 主計局総務課長。2001年1月6日 財務省主計局総務課長。同年6月 大臣官房参事官兼審議官（大臣官房担当）。2003年7月 内閣府大臣官房審議官（経済財政 - 運営担当）。2004年7月 内閣府政策統括官（経済社会システム担当）。2007年7月 東京国税局長。2008年7月 退官。国民生活金融公庫理事。同年10月 （株）日本政策金融公庫代表取締役専務（2014年6月19日まで）。2015年6月30日 （株）日本地震再保険代表取締役会長（2021年6月30日まで）。2023年11月 瑞宝中綬章受章。

## 職歴
- 1975年4月：大蔵省入省（大臣官房文書課）
- 1977年9月：大臣官房調査企画課
- 1978年7月：主計局総務課調査主任[4]
- 1979年7月：主計局総務課企画係長[5]
- 1980年7月：高田税務署長
- 1981年7月：理財局国債課長補佐
- 1982年12月：大臣官房付兼内閣官房内閣審議室（小粥内閣総理大臣秘書官付）[7]
- 1983年7月：主計局法規課長補佐
- 1984年6月：和歌山県総務部財政課長
- 1986年6月：主税局税制第二課長補佐（消費税）[8]
- 1988年7月：主計局主計官補佐（厚生第一、二係主査）
- 1990年7月：東京国税局間税部長
- 1991年6月：大蔵大臣秘書官（事務担当）
- 1993年6月：日本たばこ産業（株）経営企画部長
- 1995年6月：主計局主計官（建設、公共事業、公共事業総括担当）
- 1997年7月：主計局主計官（厚生・労働担当）
- 2000年6月：主計局総務課長兼主計局法規課長兼主計局司計課長
- 2000年7月：主計局総務課長
- 2001年1月：財務省主計局総務課長
- 2001年6月：大臣官房参事官兼大臣官房審議官（大臣官房担当）
- 2003年7月：内閣府大臣官房審議官（経済財政 - 運営担当）
- 2004年7月：内閣府政策統括官（経済社会システム担当）
- 2007年7月：東京国税局長
- 2008年7月：退官
- 2023年11月：瑞宝中綬章受章[9]